# Byrsonima horneana
Byrsonima horneana là một loài thực vật thuộc họ Malpighiaceae. Đây là loài đặc hữu của Puerto Rico.